# Lockerley
Lockerley is een civil parish in het bestuurlijke gebied Test Valley, in het Engelse graafschap Hampshire met 798 inwoners.